# Bert van Marwijk
Lambertus ("Bert") van Marwijk (Deventer, 19 mei 1952) is een Nederlands voetbaltrainer en voormalig voetballer. Hij speelde onder meer voor Go Ahead Eagles, AZ, MVV en Fortuna Sittard. Ook speelde hij voor het Nederlands elftal. In 1988 zette hij een punt achter zijn carrière en begon hij een loopbaan als trainer.
Op het Europese toneel wist hij met Feyenoord in 2002 de UEFA Cup te winnen. Van 2008 tot 2012 was hij bondscoach van het Nederlands elftal, waarmee hij op het wereldkampioenschap voetbal 2010 verliezend finalist was. Het EK van 2012 verliep niet naar wens en in september 2013 ging hij aan de slag bij het Duitse Hamburger SV. Zijn tweede Bundesliga avontuur, na Borussia Dortmund in 2004-2006. Op 15 februari 2014 werd hij bij HSV ontslagen na een reeks teleurstellende resultaten. Op 25 augustus 2015 werd bekend dat Van Marwijk een eenjarig contract had getekend als bondscoach van Saoedi-Arabië. Hij wist zich te plaatsen voor het WK, maar toch werd zijn contract niet verlengd vanwege onenigheid over persoonlijke eisen. In januari 2018 werd bekend dat hij toch naar dat WK in Rusland zou gaan, maar dan als bondscoach van Australië.

## Als speler

### Clubvoetbal
Van Marwijk begon met voetballen bij de jeugd van vv Activia in Twello en werd als 9-jarige jongen door Go Ahead Eagles geselecteerd voor de jeugdopleiding. Als aanvaller en middenvelder speelde hij 390 wedstrijden in de Eredivisie, onder andere bij Go Ahead Eagles, AZ '67, MVV en Fortuna Sittard. Met AZ '67 won Van Marwijk 1978 de KNVB Beker. Hij speelde één interland in 1975.

### Nederlands elftal

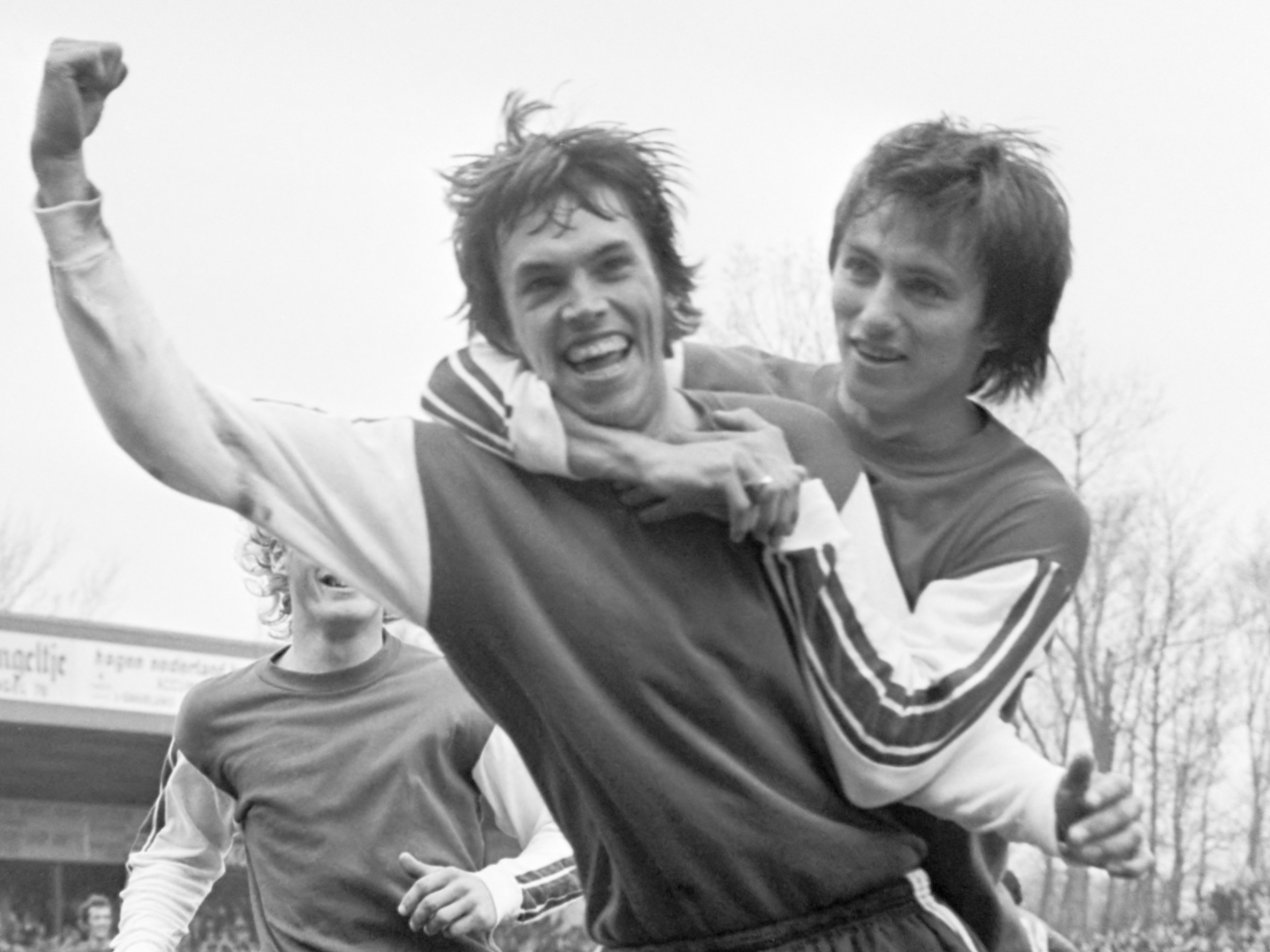
Aad Goedhart en Bert van Marwijk (r.)(1976)

Aan het eind van zijn laatste seizoen voor de Go Ahead Eagles (30 mei 1975) werd Van Marwijk door toenmalig bondscoach George Knobel opgeroepen voor de vriendschappelijke wedstrijd tegen Joegoslavië. Hij startte samen met mede-debutant Henk van Rijnsoever van AZ '67 in de basis. In het Partizan-stadion zagen 25.000 toeschouwers hoe Savic (12 ') en Danilo Popivoda (18 ') Joegoslavië al ver voor rust op een 2-0-voorsprong zetten. In de rust werd Van Marwijk gewisseld voor een andere debutant, Nico Jansen. In de 81e minuut zette Izevic de eindstand van 3-0 op het bord. Dit was tevens de laatste wedstrijd van Van Marwijk voor het Nederlands elftal

### Statistieken
| Seizoen | Club            | Wedstrijden | Doelpunten | Competitie     |
| ------- | --------------- | ----------- | ---------- | -------------- |
| 1969/70 | Go Ahead        | 0           | 0          | Eredivisie     |
| 1970/71 | Go Ahead        | 15          | 2          | Eredivisie     |
| 1971/72 | Go Ahead        | 39          | 4          | Eredivisie     |
| 1972/73 | Go Ahead Eagles | 35          | 3          | Eredivisie     |
| 1973/74 | Go Ahead Eagles | 27          | 2          | Eredivisie     |
| 1974/75 | Go Ahead Eagles | 30          | 5          | Eredivisie     |
| 1975/76 | AZ '67          | 22          | 6          | Eredivisie     |
| 1976/77 | AZ '67          | 27          | 9          | Eredivisie     |
| 1977/78 | AZ '67          | 20          | 5          | Eredivisie     |
| 1978/79 | MVV             | 32          | 1          | Eredivisie     |
| 1979/80 | MVV             | 32          | 7          | Eredivisie     |
| 1980/81 | MVV             | 12          | 0          | Eredivisie     |
| 1981/82 | MVV             | 30          | 1          | Eredivisie     |
| 1982/83 | MVV             | 27          | 8          | Eerste divisie |
| 1983/84 | MVV             | 31          | 15         | Eerste divisie |
| 1984/85 | MVV             | 31          | 1          | Eredivisie     |
| 1985/86 | MVV             | 30          | 2          | Eredivisie     |
| 1986/87 | Fortuna Sittard | 11          | 1          | Eredivisie     |
| 1987/88 | FC Assent       | 17          | 0          | Tweede klasse  |
| Totaal  | Totaal          | 468         | 72         |                |

- Nederland: 1 interland, 0 doelpunten.

## Als trainer
Van Marwijk begon zijn trainerscarrière in eigen land, bij de jeugd van MVV en SV Meerssen. In 1990 werd hij in België trainer van de eerste ploeg van FC Herderen in Tweede Provinciale, maar dat eerste seizoen degradeerde hij al. Hij keerde terug naar Nederland waar hij trainer werd van amateurclubs RKVCL Limmel en daarna SV Meerssen.

#### Fortuna Sittard
Als trainer haalde hij met het bescheiden Fortuna Sittard in het seizoen 1997/1998 de 7e plaats in de Eredivisie en de finale van de KNVB beker in 1999. In dat seizoen speelden ook spelers als Mark van Bommel, Kevin Hofland en Wilfred Bouma in het elftal van Fortuna.

#### Feyenoord
Vanaf de zomer van 2000 was Van Marwijk de nieuwe coach van Feyenoord, als opvolger van Leo Beenhakker. In het eerste seizoen onder Van Marwijk eindigde de stadionclub als 2de in de competitie en haalde het de kwartfinale in de KNVB Beker. Europees verliep het seizoen wisselvallig: Vooraf hoopte Feyenoord de poulefase van de Champions League te bereiken, maar het werd al in de 3de kwalificatievoorronde uitgeschakeld door het Oostenrijkse SK Sturm Graz. Het wist daarna nog wel de 3de ronde van de UEFA Cup te bereiken, waarin het werd geëlimineerd door VfB Stuttgart.
In het seizoen 2001-02 begroette Van Marwijk bij Feyenoord tal van nieuwe spelers, waaronder Pierre van Hooijdonk, Shinji Ono en de latere wereldster Robin van Persie. Feyenoord sloot het seizoen af als derde in de competitie en werd in de beker wederom in de kwartfinale uitgeschakeld. Tevens werd de Champions League-poule niet overleefd, maar dankzij een overwinning op Spartak Moskou werd Feyenoord wel derde en stroomde het in de 16de finale van de UEFA Cup in. Via SC Freiburg, Glasgow Rangers, PSV, Inter Milaan en Borussia Dortmund (Finale, 3-2) wist Feyenoord dit toernooi verrassend te winnen. In de finale in de eigen Kuip scoorden Pierre van Hooijdonk (2x) en Jon Dahl Tomasson de doelpunten voor Feyenoord. Het winnen van de UEFA Cup betekende de 1ste Europese prijs voor Feyenoord sinds 1974.
Na het succes van het winnen van de UEFA Cup speelde Feyenoord in zomer van 2002 het prestigieuze duel om de UEFA Super Cup tegen Champions League-winnaar Real Madrid. Binnen 25 minuten keek Feyenoord al tegen een 2-0 achterstand aan, maar via een vrije trap van Van Hooijdonk wist Feyenoord in de 56ste minuut de aansluitingstreffer te maken. In de 60ste minuut maakte Madrid echter de 3-1, wat ook de eindstand bleek. In de Eredivisie werd Feyenoord dat seizoen alweer 3de, op slechts 4 punten van kampioen PSV. Het KNVB-Beker seizoen 2002-03 bleek verder een zeer succesvolle voor de club. Via AGOVV Apeldoorn, Vitesse en AFC Ajax werd namelijk de finale bereikt. Deze werd in de eigen Kuip echter ruim met 1-4 verloren van FC Utrecht. In Europa wist Feyenoord haar kunstje van vorig seizoen niet te herhalen: Nadat het via Fenerbahçe SK de poulefase van de Champions League wist te behalen, werd het hierin laatste, wat Europese uitschakeling betekende.
Het laatste seizoen van Bert van Marwijk bij Feyenoord, 2003-04, bleek uiteindelijk het minst succesvolle. Feyenoord werd voor de 3de achtereenvolgende keer 3de in de competitie en werd ook voor de 3de keer in vier jaar tijd uitgeschakeld in de kwartfinale van de KNVB-Beker. In de UEFA Cup was Feyenoord al voor de winter klaar. In de 1ste ronde wist het zich nog nipt te ontdoen van het Oostenrijkse FC Kärnten, maar een ronde later werd het alsnog uitgeschakeld door het Tsjechische FK Teplice.
In de zomer van 2004 werd bekend dat Van Marwijk Feyenoord na 4 seizoen ging verlaten en ging tekenen bij de Duitse grootmacht Borussia Dortmund.

#### Borussia Dortmund

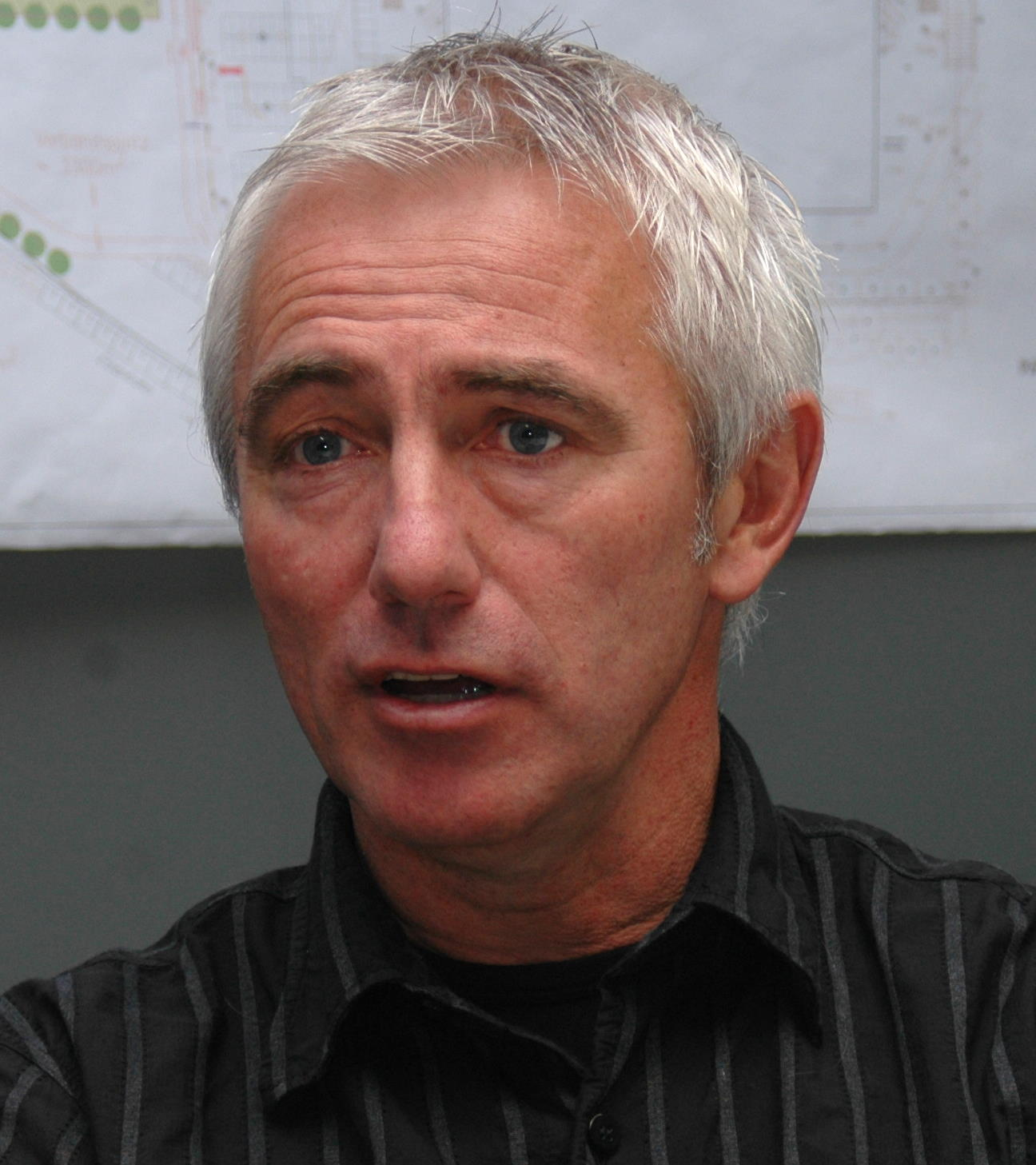
Bert van Marwijk tijdens zijn trainerschap van Borussia Dortmund.

Sinds de zomer van 2004 was hij in dienst als trainer van Borussia Dortmund; dit dienstverband duurde tot 18 december 2006. Kort na aanvang van zijn trainerschap werd bekend dat Dortmund met grote financiële problemen te kampen had en dat er daardoor weinig ruimte was om nieuwe spelers aan te trekken. In zijn eerste seizoen werd Borussia 7de in de competitie, terwijl in de DFB-Pokal de achtste finale werd bereikt. In het tweede volledige seizoen onder Van Marwijk konden Die Borussen wederom geen Europees voetbal bewerkstelligen, het werd weer 7de. In de strijd om de beker ging het team van Van Marwijk al in de 1ste ronde onderuit, tegen toenmalig derdeklasser Eintracht Braunschweig.
Hoewel er in de eerste twee seizoenen met Van Marwijk aan het roer geen Europees voetbal werd behaald, behield het bestuur in de zomer van 2006 het vertrouwen in de oefenmeester, ondanks het feit dat zijn positie meermalen ter discussie stond. In het derde seizoen was echter al snel duidelijk dat het team zich opnieuw niet kon mengen in de strijd om de bovenste plaatsen. Omdat Borussia ook snel uitgeschakeld werd in de beker, besloot het bestuur van Borussia Dortmund om de samenwerking met Van Marwijk op 18 december, na tweeënhalf jaar, te beëindigen.

#### Terugkeer bij Feyenoord
In juni 2007 voerde Van Marwijk verkennende gesprekken met zijn voormalige werkgever Feyenoord over een eventuele terugkeer bij de Rotterdamse club. Op 14 juni werd bekendgemaakt dat Van Marwijk voor twee seizoenen heeft getekend bij Feyenoord.
In de zomer van 2007 volgde een hele rits ervaren spelers Van Marwijk naar Feyenoord. Onder anderen Tim de Cler, Giovanni van Bronckhorst, Kevin Hofland en Roy Makaay tekenden in de Kuip. De competitie begon voortvarend. De eerste helft van de competitie werd afgesloten op een gedeelde koppositie met PSV. In de tweede helft kwam de klad er echter in. Feyenoord leed steeds meer puntverlies en zou uiteindelijk als 6de eindigen in het seizoen 2007 - 2008.
In dit seizoen wist Feyenoord onder leiding van Van Marwijk echter wel haar eerste prijs sinds 2002 (UEFA Cup) in de wacht te slepen; in de finale van de KNVB Beker werd met 2-0 van Roda JC gewonnen in de Kuip. In rondes daarvoor had Feyenoord thuis al gewonnen van FC Utrecht (3-0), FC Groningen (3-1), FC Zwolle (2-1) en NAC Breda (2-0). Uit werd gewonnen van amateurclub SV Deurne (0-4).
Daarvoor was op 31 maart 2008 al bekend geworden dat Van Marwijk zijn contract bij Feyenoord niet zou uitdienen, omdat hij per 1 juli 2008 Marco van Basten opvolgde als bondscoach van het Nederlands voetbalelftal. Hij tekende een contract voor twee jaar.

#### Bondscoach
Na het Europees kampioenschap voetbal 2008 werd Van Marwijk bondscoach van het Nederlands voetbalelftal. Hij is de opvolger van Marco van Basten die na het EK voetbal 2008 opstapte als bondscoach en trainer werd van AFC Ajax. Ruud van Nistelrooij bedankte voor het Nederlands voetbalelftal, omdat hij het drukke programma van het Nederlands voetbalelftal niet kon combineren met het programma van Real Madrid.
Voor de eerste oefenwedstrijd op 20 augustus 2008 riep hij Mark van Bommel op in de voorlopige selectie. Mark van Bommel wilde onder Marco van Basten niet meer spelen voor het Nederlands voetbalelftal. Nederland plaatste zich voor het wereldkampioenschap voetbal 2010 door in de kwalificatie alle acht wedstrijden te winnen.
Begin juni 2010 reisde het Nederlands Elftal af naar Zuid-Afrika voor de eindronde van het WK voetbal. Nederland eindigde als eerste in poule E.
In de achtste finale moest het elftal het opnemen tegen Slowakije. Deze werd gewonnen met 2-1 waarna de kwartfinale tegen Brazilië volgde. Deze werd ook gewonnen met 2-1. In de halve finale was Uruguay de tegenstander. Na deze wedstrijd met 3-2 gewonnen te hebben trad het team in de finale op 11 juli 2010 aan tegen Spanje. Die wedstrijd verloor Nederland met 0-1. Bij terugkeer in Nederland werd hij samen met aanvoerder Giovanni van Bronckhorst geridderd door demissionair minister van Volksgezondheid, Welzijn en Sport Ab Klink, en werd er vervolgens een rondvaart genoten door het centrum van Amsterdam en een huldiging op het Museumplein waar ongeveer 750.000 mensen op af kwamen.
Sinds zijn eerste wedstrijd als bondscoach heeft Van Marwijk acht keer verloren: een vriendschappelijke thuiswedstrijd tegen Australië, de finale van het WK voetbal 2010 tegen Spanje, een kwalificatiewedstrijd voor het EK voetbal 2012 tegen Zweden, een 3-0 nederlaag tegen Duitsland en een 1-2 nederlaag tegen Bulgarije in een vriendschappelijke thuiswedstrijd in aanloop naar het EK 2012, een 0-1 nederlaag tegen Denemarken op het EK 2012, een 1-2 nederlaag tegen Duitsland op het EK 2012 en een 1-2 nederlaag tegen Portugal op het EK 2012.
In augustus 2011 bereikte het Nederlands elftal onder zijn leiding voor het eerst de eerste plaats op de wereldranglijst. Deze positie raakte het team in september alweer kwijt.
Op 2 september 2011 behaalde het Nederlands elftal onder zijn leiding de grootste zege uit de historie van het Nederlands elftal, namelijk door te winnen met 11-0 van San Marino.
Op 8 december 2011 verlengde bondscoach Bert van Marwijk zijn contract tot 2016.
Op 17 juni 2012 diende Bert van Marwijk na een teleurstellend EK 2012, waarin het Nederlands Elftal in de groepsfase werd uitgeschakeld, zijn ontslag in. Van Marwijk werd opgevolgd door Louis van Gaal.

### Hamburger SV
Van Marwijk tekende eind september 2013 een contract tot medio 2015 bij Hamburger SV. Hij volgde de ontslagen Thorsten Fink op. HSV stond op dat moment op de zestiende plaats in de Bundesliga. Zijn ontslag volgde op zaterdag 15 februari 2014, kort na het verlies tegen hekkensluiter Eintracht Braunschweig (4-2). Dat was de achtste nederlaag op rij. Van Marwijk was slechts 143 dagen in dienst bij HSV en zat tegen Braunschweig voor de honderdste keer als trainer op de bank in de hoogste afdeling van het Duitse betaalde voetbal.

### Saoedi-Arabië
Op 25 augustus 2015 werd bekend dat Van Marwijk een eenjarig contract had getekend als bondscoach van Saoedi-Arabië. Kwalificatie voor de finalepoule voor het WK van 2018 leverde weinig problemen, de ploeg was daardoor ook automatisch geplaatst voor de Aziatische Spelen in 2019. Saoedi-Arabië wist zich voor het eerst sinds 2006 te kwalificeren voor de WK-eindronde, het werd tweede in hun groep achter Japan. Desondanks stapte Van Marwijk op samen met zijn assistenten, schoonzoon Mark van Bommel en Roel Coumans, omdat hij het niet eens werd met de nationale voetbalbond van het land (SAFF) over een nieuw contract. Volgens Van Marwijk kwam de Saoedische voetbalbond opeens met nieuwe eisen. Hij werd opgevolgd door Edgardo Bauza.

### Australië
Eind januari 2018 werd bekend dat hij de nieuwe bondscoach van Australië zou worden voor het komende wereldkampioenschap voetbal van 2018. Mark van Bommel was hier wederom een van zijn assistenten. In de eerste wedstrijd bij de WK-eindronde, op zaterdag 16 juni, verloor zijn ploeg met 2-1 van Frankrijk door goals van Antoine Griezmann (penalty) en een eigen goal van Aziz Behich. De tweede wedstrijd werd met 1-1 gelijkgespeeld tegen Denemarken. De derde en laatste poulewedstrijd werd met 0-2 verloren van Peru waardoor Australië met 1 punt laatste eindigde in poule C en dus in de poulefase was uitgeschakeld.

### Verenigde Arabische Emiraten
Op 20 maart 2019 tekende Van Marwijk een vierjarig contract als bondscoach van de Verenigde Arabische Emiraten. Hij werd op 4 december 2019 al weer ontslagen, vanwege tegenvallende resultaten en het niet bereiken van de tweede ronde van de Gulf Cup. Hij liet destijds weten waarschijnlijk niet terug te keren als trainer in de voetbalwereld. Wel functioneerde hij als adviseur van Mark van Bommel bij PSV.
Op 14 december 2020 werd echter bekend, iets meer dan een jaar na zijn vertrek, dat Van Marwijk terugkeert als bondscoach van de Verenigde Arabische Emiraten. Op 15 juni 2021 won de Verenigde Arabische Emiraten in Dubai van Vietnam met 3-2. En plaatste zich als groepswinnaar voor de volgende ronde van het Aziatische WK- kwalificatietoernooi. Hij plaatste zich niet voor het WK in Qatar in 2022 en werd ontslagen in februari 2022.

### Statistieken
| Periode   | Club                         | Land                         | Competitie                  | Functie      |
| --------- | ---------------------------- | ---------------------------- | --------------------------- | ------------ |
| 1982-1986 | MVV                          | Nederland                    |                             | Jeugdtrainer |
| 1986-1990 | SV Meerssen                  | Nederland                    | KNVB Amateurs               | Jeugdtrainer |
| 1990-1991 | FC Herderen                  | België                       | KBVB Amateurs               | Hoofdtrainer |
| 1991-1995 | RKVCL Limmel                 | Nederland                    | KNVB Amateurs               | Hoofdtrainer |
| 1995-1998 | SV Meerssen                  | Nederland                    | KNVB Amateurs               | Hoofdtrainer |
| 1998-2000 | Fortuna Sittard              | Nederland                    | Eredivisie                  | Hoofdtrainer |
| 2000-2004 | Feyenoord                    | Nederland                    | Eredivisie                  | Hoofdtrainer |
| 2004-2006 | Borussia Dortmund            | Duitsland                    | Bundesliga                  | Hoofdtrainer |
| 2007-2008 | Feyenoord                    | Nederland                    | Eredivisie                  | Hoofdtrainer |
| 2008-2012 | Nederland                    | Nederland                    | KNVB                        | Bondscoach   |
| 2013-2014 | Hamburger SV                 | Duitsland                    | Bundesliga                  | Hoofdtrainer |
| 2015      | Go Ahead Eagles              | Nederland                    | Eredivisie                  | Adviseur     |
| 2015-2017 | Saoedi-Arabië                | Saoedi-Arabië                | SAAF                        | Bondscoach   |
| 2018      | Australië                    | Australië                    | FFA                         | Bondscoach   |
| 2018-2019 | PSV                          | Nederland                    | Eredivisie                  | Adviseur     |
| 2019      | Verenigde Arabische Emiraten | Verenigde Arabische Emiraten | U.A.E. Football Association | Bondscoach   |
| 2020–2022 | Verenigde Arabische Emiraten | Verenigde Arabische Emiraten | U.A.E. Football Association | Bondscoach   |

## Interlands
| Lijst van interlands van Bert van Marwijk (als bondscoach van Nederland) | Lijst van interlands van Bert van Marwijk (als bondscoach van Nederland) | Lijst van interlands van Bert van Marwijk (als bondscoach van Nederland) | Lijst van interlands van Bert van Marwijk (als bondscoach van Nederland) | Lijst van interlands van Bert van Marwijk (als bondscoach van Nederland) | Lijst van interlands van Bert van Marwijk (als bondscoach van Nederland) | Lijst van interlands van Bert van Marwijk (als bondscoach van Nederland) | Lijst van interlands van Bert van Marwijk (als bondscoach van Nederland)                                                                                           |
| Datum                                                                    | Tijd*                                                                    | Plaats                                                                   | Soort wedstrijd                                                          | Thuisteam                                                                | Uitteam                                                                  | Resultaat                                                                | Doelpuntenmakers |
| ------------------------------------------------------------------------ | ------------------------------------------------------------------------ | ------------------------------------------------------------------------ | ------------------------------------------------------------------------ | ------------------------------------------------------------------------ | ------------------------------------------------------------------------ | ------------------------------------------------------------------------ | --- |
| wo 20-08-2008                                                            | 19:15                                                                    | Moskou                                                                   | Vriendschappelijk                                                        | Rusland                                                                  | Nederland                                                                | 1-1                                                                      | Robin van Persie ('24), Konstantin Zyrjanov ('78) |
| za 06-09-2008                                                            | 20:45                                                                    | Eindhoven                                                                | Vriendschappelijk                                                        | Nederland                                                                | Australië                                                                | 1-2                                                                      | Klaas-Jan Huntelaar ('6), Harry Kewell ('45/pen), Joshua Kennedy ('76)                                                                                             |
| wo 10-09-2008                                                            | 20:30                                                                    | Skopje                                                                   | WK-kwalificatie                                                          | Macedonië                                                                | Nederland                                                                | 1-2                                                                      | John Heitinga ('46), Rafael van der Vaart ('60), Goran Pandev ('78/pen)                                                                                            |
| za 11-10-2008                                                            | 20:45                                                                    | Rotterdam                                                                | WK-kwalificatie                                                          | Nederland                                                                | IJsland                                                                  | 2-0                                                                      | Joris Mathijsen ('15), Klaas-Jan Huntelaar ('65) |
| wo 15-10-2008                                                            | 19:00                                                                    | Oslo                                                                     | WK-kwalificatie                                                          | Noorwegen                                                                | Nederland                                                                | 0-1                                                                      | Mark van Bommel ('63) |
| wo 19-11-2008                                                            | 20:45                                                                    | Amsterdam                                                                | Vriendschappelijk                                                        | Nederland                                                                | Zweden                                                                   | 3-1                                                                      | Robin van Persie ('32,'48), Dirk Kuijt ('90+2), Kim Källström ('50)                                                                                                |
| wo 11-02-2009                                                            | 20:15                                                                    | Tunis                                                                    | Vriendschappelijk                                                        | Tunesië                                                                  | Nederland                                                                | 1-1                                                                      | Klaas-Jan Huntelaar ('63), Jamel Saihi ('67) |
| za 28-03-2009                                                            | 20:45                                                                    | Amsterdam                                                                | WK-kwalificatie                                                          | Nederland                                                                | Schotland                                                                | 3-0                                                                      | Klaas-Jan Huntelaar ('29), Robin van Persie ('45+1), Dirk Kuijt ('76/pen)                                                                                          |
| wo 01-04-2009                                                            | 20:45                                                                    | Amsterdam                                                                | WK-kwalificatie                                                          | Nederland                                                                | Macedonië                                                                | 4-0                                                                      | Dirk Kuijt ('16, '41), Klaas-Jan Huntelaar ('25), Rafael van der Vaart ('88)                                                                                       |
| za 06-06-2009                                                            | 20:45                                                                    | Reykjavik                                                                | WK-kwalificatie                                                          | IJsland                                                                  | Nederland                                                                | 1-2                                                                      | Nigel de Jong ('9), Mark van Bommel ('16), Kristján Örn Sigurðsson ('88)                                                                                           |
| wo 10-06-2009                                                            | 20:45                                                                    | Rotterdam                                                                | WK-kwalificatie                                                          | Nederland                                                                | Noorwegen                                                                | 2-0                                                                      | André Ooijer ('33), Arjen Robben ('51) |
| wo 12-08-2009                                                            | 20:45                                                                    | Amsterdam                                                                | Vriendschappelijk                                                        | Nederland                                                                | Engeland                                                                 | 2-2                                                                      | Dirk Kuijt ('10), Rafael van der Vaart ('37), Jermain Defoe ('49, '77)                                                                                             |
| za 05-09-2009                                                            | 14:00                                                                    | Enschede                                                                 | Vriendschappelijk                                                        | Nederland                                                                | Japan                                                                    | 3-0                                                                      | Robin van Persie ('69), Wesley Sneijder ('73), Klaas-Jan Huntelaar ('87)                                                                                           |
| wo 09-09-2009                                                            | 20:30                                                                    | Glasgow                                                                  | WK-kwalificatie                                                          | Schotland                                                                | Nederland                                                                | 0-1                                                                      | Eljero Elia ('81) |
| za 10-10-2009                                                            | 10:30                                                                    | Sydney                                                                   | Vriendschappelijk                                                        | Australië                                                                | Nederland                                                                | 0-0                                                                      | |
| za 14-11-2009                                                            | 20:30                                                                    | Pescara                                                                  | Vriendschappelijk                                                        | Italië                                                                   | Nederland                                                                | 0-0                                                                      | |
| wo 18-11-2009                                                            | 20:45                                                                    | Heerenveen                                                               | Vriendschappelijk                                                        | Nederland                                                                | Paraguay                                                                 | 0-0                                                                      | |
| wo 03-03-2010                                                            | 20:45                                                                    | Amsterdam                                                                | Vriendschappelijk                                                        | Nederland                                                                | Verenigde Staten                                                         | 2-1                                                                      | Dirk Kuijt ('40/pen), Klaas-Jan Huntelaar ('73), Carlos Bocanegra ('88)                                                                                            |
| wo 26-05-2010                                                            | 20:00                                                                    | Freiburg                                                                 | Vriendschappelijk                                                        | Nederland                                                                | Mexico                                                                   | 2-1                                                                      | Robin van Persie ('17, '44), Javier Hernández ('74) |
| di 01-06-2010                                                            | 20:00                                                                    | Rotterdam                                                                | Vriendschappelijk                                                        | Nederland                                                                | Ghana                                                                    | 4-1                                                                      | Dirk Kuijt ('30), Rafael van der Vaart ('72), Asamoah Gyan ('78), Wesley Sneijder ('80), Robin van Persie ('87/pen)                                                |
| za 05-06-2010                                                            | 14:00                                                                    | Amsterdam                                                                | Vriendschappelijk                                                        | Nederland                                                                | Hongarije                                                                | 6-1                                                                      | Balázs Dzsudzsák ('6), Robin van Persie ('21), Wesley Sneijder ('56), Arjen Robben ('64, '79), Mark van Bommel ('71), Eljero Elia ('74)                            |
| ma 14-06-2010                                                            | 13:30                                                                    | Johannesburg                                                             | WK 2010 Groepsfase                                                       | Nederland                                                                | Denemarken                                                               | 2-0                                                                      | Daniel Agger ('47/e.d.), Dirk Kuijt ('85) |
| za 19-06-2010                                                            | 13:30                                                                    | Durban                                                                   | WK 2010 Groepsfase                                                       | Nederland                                                                | Japan                                                                    | 1-0                                                                      | Wesley Sneijder ('53) |
| do 24-06-2010                                                            | 20:30                                                                    | Kaapstad                                                                 | WK 2010 Groepsfase                                                       | Kameroen                                                                 | Nederland                                                                | 1-2                                                                      | Robin van Persie ('36), Samuel Eto'o ('65/pen), Klaas-Jan Huntelaar ('83)                                                                                          |
| ma 28-06-2010                                                            | 16:00                                                                    | Durban                                                                   | WK 2010 1/8e finale                                                      | Nederland                                                                | Slowakije                                                                | 2-1                                                                      | Arjen Robben ('18), Wesley Sneijder ('84), Róbert Vittek ('90+4/pen)                                                                                               |
| vr 02-07-2010                                                            | 16:00                                                                    | Port Elizabeth                                                           | WK 2010 1/4e finale                                                      | Nederland                                                                | Brazilië                                                                 | 2-1                                                                      | Robinho ('10), Wesley Sneijder ('53, '68) |
| di 06-07-2010                                                            | 20:30                                                                    | Kaapstad                                                                 | WK 2010 1/2e finale                                                      | Uruguay                                                                  | Nederland                                                                | 2-3                                                                      | Giovanni van Bronckhorst ('18), Diego Forlán ('41), Wesley Sneijder ('70), Arjen Robben('73), Maximiliano Pereira ('90+2)                                          |
| zo 11-07-2010                                                            | 20:30                                                                    | Johannesburg                                                             | WK 2010 finale                                                           | Nederland                                                                | Spanje                                                                   | 0-1 (nv)                                                                 | Andrés Iniesta ('116) |
| wo 11-08-2010                                                            |                                                                          | Donetsk                                                                  | Vriendschappelijk                                                        | Oekraïne                                                                 | Nederland                                                                | 1-1                                                                      | Jeremain Lens ('73), Oleksandr Aliejev ('74) |
| vr 03-09-2010                                                            | 20:45                                                                    | Serravalle                                                               | EK-kwalificatie                                                          | San Marino                                                               | Nederland                                                                | 0-5                                                                      | Dirk Kuijt ('16/pen), Klaas-Jan Huntelaar (38', 48', 67'), Ruud van Nistelrooij (90')                                                                              |
| di 07-09-2010                                                            | 20:30                                                                    | Rotterdam                                                                | EK-kwalificatie                                                          | Nederland                                                                | Finland                                                                  | 2-1                                                                      | Huntelaar ('7, '17), Mikael Forssell ('19) |
| vr 08-10-2010                                                            | 20:30                                                                    | Chisinau                                                                 | EK-kwalificatie                                                          | Moldavië                                                                 | Nederland                                                                | 0-1                                                                      | Klaas-Jan Huntelaar ('37) |
| di 12-10-2010                                                            | 20:30                                                                    | Amsterdam                                                                | EK-kwalificatie                                                          | Nederland                                                                | Zweden                                                                   | 4-1                                                                      | Klaas-Jan Huntelaar, ('4,'55) Ibrahim Afellay, ('37,'59)Andreas Granqvist, ('69)                                                                                   |
| wo 17-11-2010                                                            | 20:30                                                                    | Amsterdam                                                                | Vriendschappelijk                                                        | Nederland                                                                | Turkije                                                                  | 1-0                                                                      | Klaas-Jan Huntelaar ('52) |
| wo 09-02-2011                                                            | 20:30                                                                    | Eindhoven                                                                | Vriendschappelijk                                                        | Nederland                                                                | Oostenrijk                                                               | 3-1                                                                      | Wesley Sneijder ('28), Klaas-Jan Huntelaar ('48), Dirk Kuijt ('71), Marko Arnautović ('84)                                                                         |
| vr 25-03-2011                                                            | 20.30                                                                    | Boedapest                                                                | EK-kwalificatie                                                          | Hongarije                                                                | Nederland                                                                | 0-4                                                                      | Rafael van der Vaart ('8), Ibrahim Afellay ('45), Dirk Kuijt ('54), Robin van Persie ('62)                                                                         |
| di 29-03-2011                                                            | 20.30                                                                    | Amsterdam                                                                | EK-kwalificatie                                                          | Nederland                                                                | Hongarije                                                                | 5-3                                                                      | Robin van Persie ('13), Wesley Sneijder ('61), Ruud van Nistelrooij ('72), Dirk Kuijt ('78, '80)                                                                   |
| za 04-06-2011                                                            | 21.10                                                                    | Goiânia                                                                  | Vriendschappelijk                                                        | Brazilië                                                                 | Nederland                                                                | 0-0                                                                      | |
| wo 08-06-2011                                                            | 20.30                                                                    | Montevideo                                                               | Vriendschappelijk                                                        | Uruguay                                                                  | Nederland                                                                | 1-1*                                                                     | Luis Alberto Suárez ('82), Dirk Kuijt (90+1) *Uruguay wint penaltyserie met 4-3                                                                                    |
| vr 02-09-2011                                                            | 20.30                                                                    | Eindhoven                                                                | EK-kwalificatie                                                          | Nederland                                                                | San Marino                                                               | 11-0                                                                     | Robin van Persie ('7, '65, '67, '79), Wesley Sneijder ('12, '87), John Heitinga ('17), Dirk Kuijt ('49), Klaas-Jan Huntelaar ('56, '77), Georginio Wijnaldum ('90) |

| Lijst van interlands van Bert van Marwijk (als bondscoach van Saoedi-Arabië) | Lijst van interlands van Bert van Marwijk (als bondscoach van Saoedi-Arabië) | Lijst van interlands van Bert van Marwijk (als bondscoach van Saoedi-Arabië) | Lijst van interlands van Bert van Marwijk (als bondscoach van Saoedi-Arabië) | Lijst van interlands van Bert van Marwijk (als bondscoach van Saoedi-Arabië) | Lijst van interlands van Bert van Marwijk (als bondscoach van Saoedi-Arabië) | Lijst van interlands van Bert van Marwijk (als bondscoach van Saoedi-Arabië) | Lijst van interlands van Bert van Marwijk (als bondscoach van Saoedi-Arabië) |
| Datum                                                                        | Tijd*                                                                        | Plaats                                                                       | Soort wedstrijd                                                              | Thuisteam                                                                    | Uitteam                                                                      | Resultaat                                                                    |                                                                              |
| ---------------------------------------------------------------------------- | ---------------------------------------------------------------------------- | ---------------------------------------------------------------------------- | ---------------------------------------------------------------------------- | ---------------------------------------------------------------------------- | ---------------------------------------------------------------------------- | ---------------------------------------------------------------------------- | ---------------------------------------------------------------------------- |
| do 3-09-2015                                                                 | 18:40                                                                        | Djedda                                                                       | WK 2018 kwalificatie                                                         | Saoedi-Arabië                                                                | Oost-Timor                                                                   | 7-0                                                                          |                                                                              |

* tijd is Nederlandse tijd

## Spelers Nederlands elftal onder Van Marwijk
Bijgewerkt tot en met de wedstrijd van 2 juni 2012
| Speler                     | Club waar hij voor speelde bij eerste interland | Tegenstander eerste interland onder Van Marwijk | Aantal interlands onder Van Marwijk | Goals |
| -------------------------- | ----------------------------------------------- | ----------------------------------------------- | ----------------------------------- | ----- |
| Ibrahim Afellay            | PSV                                             | Rusland                                         | 28                                  | 3     |
| Vurnon Anita               | Ajax                                            | Mexico                                          | 3                                   | 0     |
| Ryan Babel                 | Liverpool FC                                    | Australië                                       | 15                                  | 0     |
| Otman Bakkal               | PSV                                             | Paraguay                                        | 1                                   | 0     |
| Mark van Bommel            | Bayern München                                  | Rusland                                         | 28                                  | 3     |
| Sander Boschker            | FC Twente                                       | Ghana                                           | 1                                   | 0     |
| Khalid Boulahrouz          | VfB Stuttgart                                   | Macedonië                                       | 7                                   | 0     |
| Edson Braafheid            | Bayern München                                  | Tunesië                                         | 8                                   | 0     |
| Wout Brama                 | FC Twente                                       | Paraguay                                        | 2                                   | 0     |
| Giovanni van Bronckhorst   | Feyenoord                                       | Rusland                                         | 25                                  | 1     |
| Eljero Elia                | Hamburger SV                                    | Japan                                           | 22                                  | 2     |
| John Heitinga              | Atlético Madrid                                 | Rusland                                         | 31                                  | 1     |
| Klaas-Jan Huntelaar        | Ajax                                            | Rusland                                         | 28                                  | 17    |
| Luuk de Jong               | FC Twente                                       | Oostenrijk                                      | 2                                   | 0     |
| Nigel de Jong              | Hamburger SV                                    | Rusland                                         | 22                                  | 1     |
| Siem de Jong               | Ajax                                            | Oekraïne                                        | 1                                   | 0     |
| Tim Krul                   | Newcastle United                                | Brazilië                                        | 2                                   | 0     |
| Dirk Kuijt                 | Liverpool                                       | Rusland                                         | 28                                  | 8     |
| Glenn Loovens              | Celtic                                          | Japan                                           | 1                                   | 0     |
| Dirk Marcellis             | PSV                                             | IJsland                                         | 2                                   | 0     |
| Joris Mathijsen            | Hamburger SV                                    | Rusland                                         | 27                                  | 1     |
| André Ooijer               | PSV                                             | Rusland                                         | 15                                  | 1     |
| Robin van Persie           | Arsenal                                         | Rusland                                         | 23                                  | 10    |
| Arjen Robben               | Real Madrid                                     | Rusland                                         | 17                                  | 5     |
| Edwin van der Sar          | Manchester United                               | IJsland                                         | 2                                   | 0     |
| Wesley Sneijder            | Real Madrid                                     | IJsland                                         | 20                                  | 8     |
| Maarten Stekelenburg       | Ajax                                            | Rusland                                         | 22                                  | 0     |
| Kevin Strootman            | FC Utrecht                                      | Oostenrijk                                      | 2                                   | 0     |
| Henk Timmer                | Feyenoord                                       | Australië                                       | 2                                   | 0     |
| Rafael van der Vaart       | Real Madrid                                     | Rusland                                         | 25                                  | 4     |
| Piet Velthuizen            | Vitesse                                         | Japan                                           | 1                                   | 0     |
| Jan Vennegoor of Hesselink | Celtic                                          | Rusland                                         | 2                                   | 0     |
| Michel Vorm                | FC Utrecht                                      | Noorwegen                                       | 4                                   | 0     |
| Gregory van der Wiel       | Ajax                                            | Tunesië                                         | 15                                  | 0     |
| Demy de Zeeuw              | AZ                                              | Rusland                                         | 11                                  | 0     |
| Peter Wisgerhof            | FC Twente                                       | Turkije                                         | 1                                   | 0     |
| Royston Drenthe            | Hércules Alicante                               | Turkije                                         | 1                                   | 0     |
| Georginio Wijnaldum        | PSV                                             | San Marino                                      | 2                                   | 1     |
| Jetro Willems              | PSV                                             | Bulgarije                                       | 2                                   | 0     |
| Luciano Narsingh           | sc Heerenveen                                   | Slowakije                                       | 2                                   | 0     |

Spelers die dikgedrukt en cursief zijn weergegeven, zijn gedebuteerd als speler van het Nederlands Elftal onder Bert van Marwijk.

## Erelijst
Als speler
| Competitie     |        |         |        |        |
| Competitie     | Aantal | Jaren   |        |        |
| AZ '67         | AZ '67 | AZ '67  | AZ '67 | AZ '67 |
| -------------- | ------ | ------- | ------ | ------ |
| KNVB beker     | 1x     | 1977/78 |        |        |
| MVV            |        |         |        |        |
| Eerste divisie | 1x     | 1983/84 |        |        |

Als trainer
| Competitie     |           |           |           |           |
| Competitie     | Aantal    | Jaren     |           |           |
| Feyenoord      | Feyenoord | Feyenoord | Feyenoord | Feyenoord |
| -------------- | --------- | --------- | --------- | --------- |
| Internationaal |           |           |           |           |
| UEFA Cup       | 1x        | 2001/02   |           |           |
| Nationaal      |           |           |           |           |
| KNVB beker     | 1x        | 2007/08   |           |           |

| Competitie | Winnaar   | Winnaar   | Runner-up | Runner-up | Derde     | Derde     |
| Competitie | Aantal    | Jaren     | Aantal    | Jaren     | Aantal    | Jaren     |
| Nederland  | Nederland | Nederland | Nederland | Nederland | Nederland | Nederland |
| ---------- | --------- | --------- | --------- | --------- | --------- | --------- |
| FIFA WK    |           |           | 1x        | 2010      |           |           |

Individueel
- Coach van het jaar en Sportploeg van het jaar bij NOC*NSF sportgala: 2010
- Rinus Michels Award Oeuvreprijs: 2022

## Privé
- Van Marwijk is getrouwd met zijn jeugdliefde Marian.
- Dochter Andra is getrouwd met voetbalcoach Mark van Bommel.
- In 1975 won Van Marwijk met zijn vader het wereldkampioenschap klaverjassen.

## Onderscheidingen
- Op 13 juli 2010 werd hij benoemd tot Ridder in de Orde van Oranje-Nassau voor zijn bijdrage als Nederlandse bondscoach tijdens het wereldkampioenschap voetbal van 2010.[13]
- Op 21 april 2011 werd in Deventer de officiële opening van het Bert van Marwijkplein verricht, door Van Marwijk zelf.[14]